# Tuula Ylinen
Tuula Ylinen – fińska biathlonistka. W Pucharze Świata zadebiutowała w sezonie 1982/1983. W zawodach tego cyklu dwukrotnie stawała na podium: 4 marca 1983 roku w Lappeenranta była trzecia w biegu indywidualnym, a 3 marca 1985 roku w Lahti była trzecia w sprincie. W pierwszym przypadku wyprzedziły ją tylko Norweżka Gry Østvik i kolejna Finka, Pirjo Mattila, a w drugich lepsze były Siv Bråten z Norwegii i Szwedka Eva Korpela. W klasyfikacji generalnej sezonu 1982/1983 zajęła czwarte miejsce.
W 1984 roku wystąpiła na mistrzostwach świata w Chamonix, gdzie zajęła 23. miejsce w biegu indywidualnym, 32. miejsce w sprincie i czwarte w sztafecie. Na rozgrywanych rok później mistrzostwach świata w Egg była trzynasta w obu konkurencjach indywidualnych. Brała też udział w mistrzostwach świata w Falun w 1986 roku, gdzie była między innymi ósma w sprincie i ponownie czwarta w sztafecie. Nigdy nie wystąpiła na igrzyskach olimpijskich.

## Osiągnięcia

### Mistrzostwa świata
| Rok  | Miejscowość | Konkurencje | Konkurencje | Konkurencje | Konkurencje | Konkurencje | Konkurencje | Konkurencje |
| Rok  | Miejscowość | IN          | SP          | PU          | MS          | RL          | MR          | SR          |
| ---- | ----------- | ----------- | ----------- | ----------- | ----------- | ----------- | ----------- | ----------- |
| 1984 | Chamonix    | 23.         | 32.         | nd.         | nd.         | 4.          | nd.         | –           |
| 1985 | Egg         | 13.         | 13.         | nd.         | nd.         | –           | nd.         | –           |
| 1986 | Falun       | 18.         | 8.          | nd.         | nd.         | 4.          | nd.         | –           |

### Puchar Świata

#### Miejsca w klasyfikacji generalnej
| Sezon     | Miejsce |
| --------- | ------- |
| 1982/1983 | 4.      |
| 1983/1984 | ?       |
| 1984/1985 | ?       |
| 1985/1986 | ?       |

#### Miejsca na podium chronologicznie
| Lp. | Dzień   | Rok  | Miejscowość  | Konkurencja                | Lokata | Pudła | Czas biegu | Strata  | Zwycięzca  |
| --- | ------- | ---- | ------------ | -------------------------- | ------ | ----- | ---------- | ------- | ---------- |
| 1.  | 4 marca | 1983 | Lappeenranta | Bieg indywidualny na 15 km | 3.     | ?     | ?          | ?       | Gry Østvik |
| 2.  | 3 marca | 1985 | Lahti        | Sprint na 7,5 km           | 3.     | ?     | 22:23,9    | +1:18,0 | Siv Bråten |